# Sopron vasútállomás
Sopron vasútállomás a Győr–Sopron–Ebenfurti Vasút (GYSEV) egyik vasútállomása Sopronban.
Áthaladó vasútvonalai a Győr–Sopron (8-as), a Sopron–Szombathely (15-ös), a Bécsújhely–Nagymarton–Sopron-vasútvonal (524-es), a Sopron–Ebenfurt (512-es), valamint a Sopron–Sopronkeresztúr vonal (utóbbi vonalszakaszt mind az 512-es, mind az 524-es menetrendi mező tartalmazza).

## Fekvése
A pályaudvar Sopronban, az Állomás utca és a Mátyás király utca találkozásánál lévő területen fekszik, a felvételi épület annak északkeleti oldalán épült. A délkeleti végén a Kőszegi úti közúti aluljárót 2014-ben, az északnyugati végén a Frankenberg úti közúti aluljárót pedig 1987-ben adták át.

## Vasútvonalak
Az állomást az alábbi vasútvonalak érintik:
- Győr–Sopron-vasútvonal
- Sopron–Szombathely-vasútvonal
- Sopron–Bécsújhely-vasútvonal
- Sopron–Ebenfurt-vasútvonal
- Sopron–Kőszeg-vasútvonal

## Története
Az állomás 1876-ban létesült a GYSEV új állomásaként. Ekkor már 29 éve létezett Sopronnak egy másik pályaudvara is, a mai nevén Sopron Déli. 1900-ban itt létesült a városi villamos egyik végállomása.

### Felvételi épület
A világháborúban elpusztított és azután csak hellyel-közzel helyreállított régi felvételi épületet lebontották és helyére egy modern és reprezentatív vasútállomást akartak létesíteni. Az új állomásépület terveit Szánthó Gyula, a GYSEV építésze készítette. Az épületet 1977-ben adták át, a régi épület – ami elé a mai épült – helyén ma vágányok vannak. A két szint magas galériás várótermet hatalmas üvegfelületek határolják a bejárat felől. A bejárat homlokzata nem nélkülözi a jó minőségű anyagokat (fa attika, óratorony burkolata) és az akkoriban korszerű építészeti, formai megoldásokat (növényekkel mozgalmassá tett galéria, szép anyagváltások, az óratorony). Az épületegyüttes része az óratorony, amely magában rejti a központi fűtés kéményét is.

### Melléképületek
Az állomáson előtűnnek a régi vasúti épületek is, ezek legszebb példánya a sorompókezelő ház, melyet ma már nem használnak, de megtartották és gondosan felújították a tetejét és vízelvezetését.

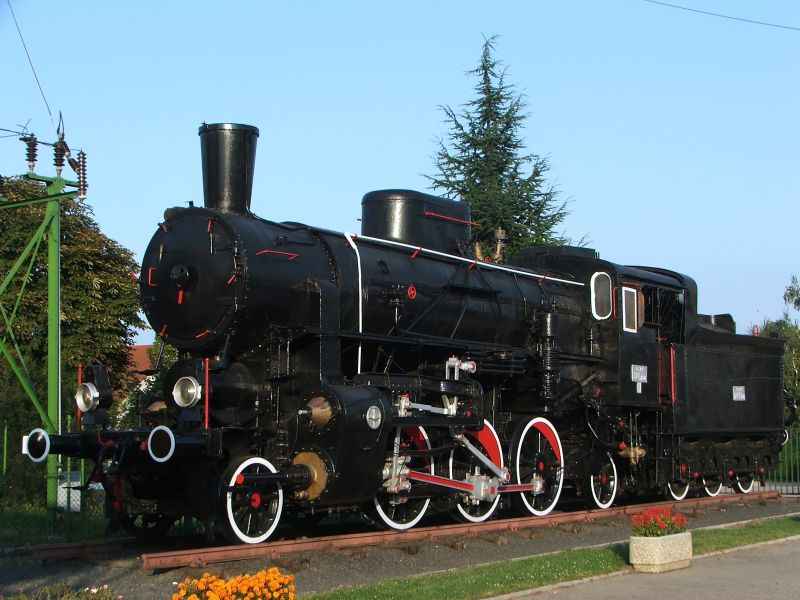
A 324.1518 pályaszámú gőzmozdony hegesztett kazánnal és csillagfúvóval felszerelve Sopron GYSEV pályaudvaron kiállítva

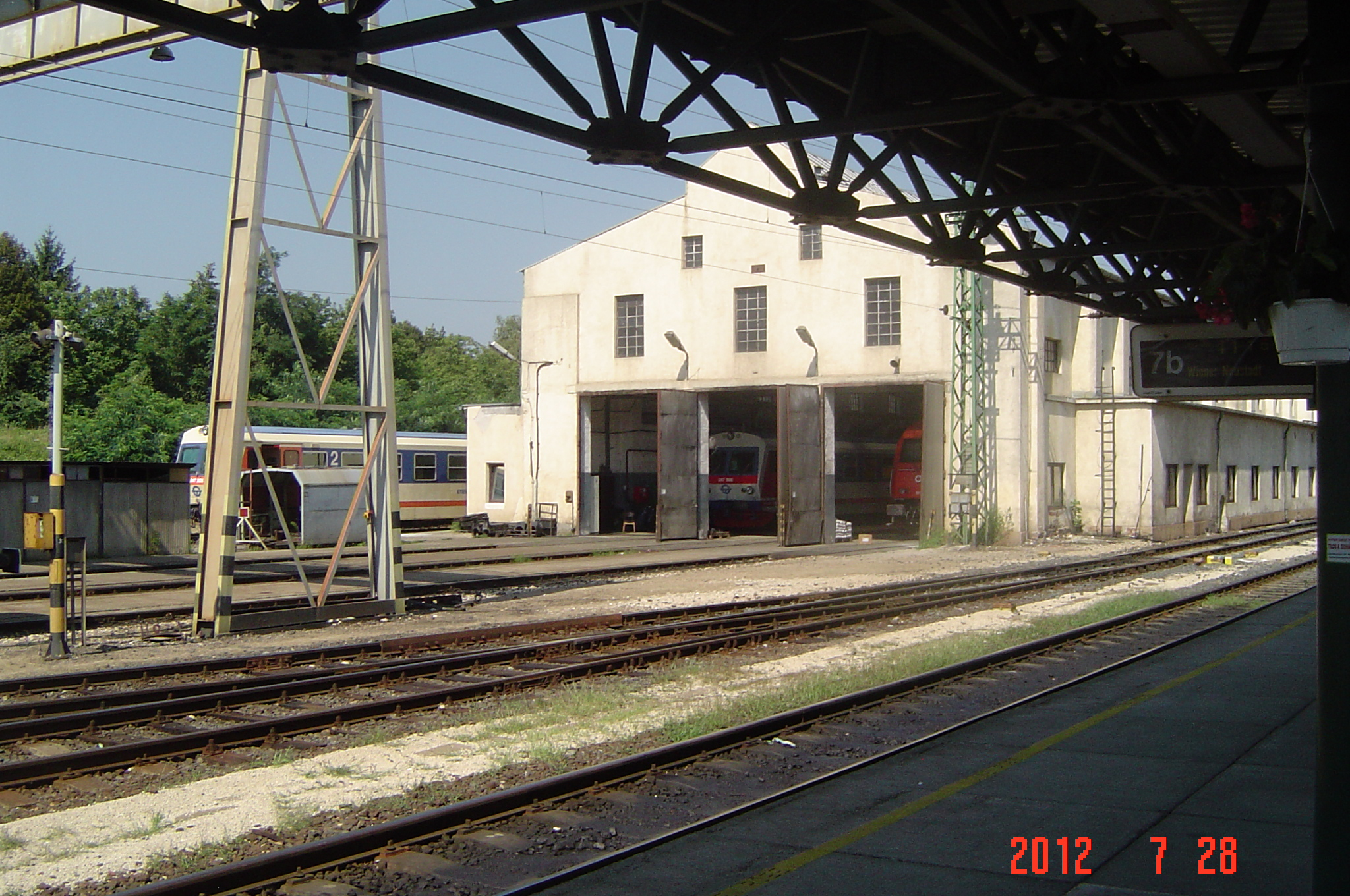
A GYSEV soproni fűtőháza (mozdonyszín)

### Mozdonyszobor
Sopron állomáson kiállított, 324.1518-as gőzös. A gépet 1957. január 16-án vásárolta meg a GYSEV. Eredeti MÁV pályaszáma 324.087-es volt. A mozdonyt 1981. szeptember 2-án selejtezték.

## Megközelítés városi tömegközlekedéssel
- Az állomás előtti megállóhelyről: 1, 2, 3Y, 4, 10, 10Y, 11Y, 12, 12A, 12V
- A Csengery utcai megállóhelyről: 5, 5A, 5T, 7, 7A, 7B, 11, 11A, 17, 20, 22, 27, 27B, 32

## Forgalom
| Járat                                | Útvonal | Gyakoriság                                                      |
| ------------------------------------ | --- | --------------------------------------------------------------- |
| személyvonat                         | Győr – Ikrény – Rábapatona – Enese – Kóny – Csorna – Farád – Rábatamási – Szárföld – Veszkény – Kapuvár – Vitnyéd-Csermajor – Petőháza – Fertőszentmiklós (– Pinnye – Fertőboz) – Sopron | 1-2 óránként                                                    |
| személyvonat                         | Sopron – Kópháza – Nagycenk – Sopronkövesd – Lövő – Újkér – Tormásliget – Bük – Acsád – Salköveskút-Vassurány – Szombathely | Napi 6 pár                                                      |
| személyvonat                         | Sopron – Kópháza – Nagycenk – Sopronkövesd – Lövő – Újkér – Tormásliget – Bük – Acsád – Salköveskút-Vassurány – Szombathely – Szombathely-Szőlős – Ják-Balogunyom – Egyházasrádóc – Körmend – Horvátnádalja – Csákánydoroszló – Rátót – Alsórönök – Haris – Szentgotthárd                                                  | 1-4 óránként                                                    |
| személyvonat (Regionalexpress/REX93) | (Wien Hauptbahnhof (Bécs) – Wien Meidling – Baden bei Wien) – Wiener Neustadt Hauptbahnhof (Bécsújhely) – Mattersburg (Nagymarton) – Marz-Rohrbach (Márcfalva-Fraknónádasd) – Loipersbach-Schattendorf (Lépesfalva-Somfalva) – Sopron – Deutschkreutz (Sopronkeresztúr)                                                    | Munkanapokon 3 Bécs felé, délután óránként Sopronkeresztúr felé |
| személyvonat (Regionalexpress/REX6)  | Wien Hauptbahnhof (Bécs) – Wien Meidling – Bahnhof Ebreichsdorf – Bahnhof Ebenfurth – Neufeld an der Leitha (Lajtaújfalu) – Müllendorf (Szárazvám) – Wulkaprodersdorf (Vulkapordány) – Drassburg (Darufalva) – Baumgarten-Schattendorf (Sopronkertes-Somfalva) – Sopron – Deutschkreutz (Sopronkeresztúr)                  | 1-4 óránként                                                    |
| személyvonat (Regional/R93)          | Wiener Neustadt Hauptbahnhof (Bécsújhely) – Katzelsdorf – Neudörfl (Lajtaszentmiklós) – Bad Sauerbrunn (Savanyúkút) – Wiesen-Sigleß (Rétfalu Siklósd) – Mattersburg Nord (Nagymarton-Északi) – Mattersburg (Nagymarton) – Marz-Rohrbach (Márcfalva-Fraknónádasd) – Loipersbach-Schattendorf (Lépesfalva-Somfalva) – Sopron | Óránként                                                        |
| Scarbantia InterCity                 | Budapest-Keleti – Budapest-Kelenföld – Tatabánya – Tata – Komárom – Győr – Csorna – Kapuvár – Fertőszentmiklós – Sopron | 2 óránként                                                      |